# Bobbie (Kuifje)
Bobbie is de Nederlandstalige naam voor de hond van Kuifje in De avonturen van Kuifje van de Belgische striptekenaar en scenarist van stripverhalen Hergé (1907-1983). Milou is de oorspronkelijke, Franse naam. Milou was de troetelnaam van een jeugdliefde van Hergé, Marie-Louise Van Cutsem. In het Duits heet hij Struppi en in het Engels Snowy.
Bobbie werd voor het eerst door Hergé afgebeeld in 1928 in uitgave 7 van dat jaar van het Belgische satirische tijdschrift le Sifflet. Op 30 december 1928, vijf nummers later, wordt hij in de eerste ballonstrip die Hergé ooit publiceerde, afgebeeld met een jongen. De strip sloeg aan en Hergé wordt door zijn baas abbé Norbert Wallez van de Belgische rooms-katholieke en conservatieve krant Le Vingtième Siècle opgedragen met deze twee figuren een vervolgstrip te maken. Op 4 januari 1929 verschijnt de hond voor het eerst als Milou in de krant, in een vooraankondiging van de eerste strip van Kuifje, toen nog alleen Tintin geheten.

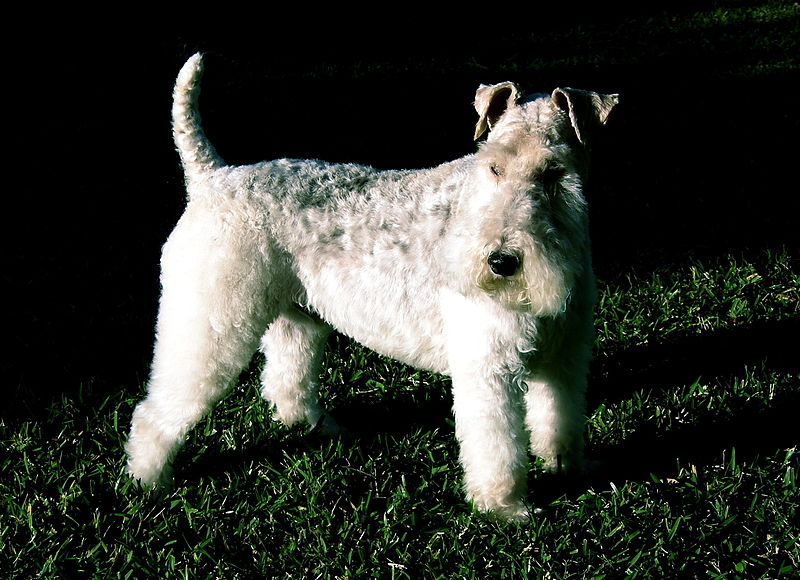
Een witte draadharige foxterriër

Bobbie is een draadharige, witte foxterriër. Hij is de trouwe kameraad van Kuifje en komt al in het eerste album, Kuifje in het land van de Sovjets, voor. In de stripverhalen blijken de gedachten van Bobbie uit tekstballonnen. In de televisieserie is dit niet het geval. In een aantal Kuifje-strips heeft Bobbie een belangrijke rol door Kuifje tijdig van vijandige personen te redden (bijvoorbeeld door hem wakker te likken of de vijand aan te vallen). Bobbie is een bijzonder dappere hond, die vaak zonder aarzeling schurken, vele malen groter dan hijzelf, aanvalt. Bobbie heeft echter ook zo zijn karakterfouten. Net als kapitein Haddock vergrijpt hij zich, als de kans zich voordoet, aan alcohol. Daarnaast is hij bang voor spinnen. Het geweten van Bobbie speelt af en toe op, als Kuifje hem hierop aanspreekt. Bobbie jaagt regelmatig op katten en in Raket naar de maan jaagt hij op muizen. 

## Trivia
- Milou was de bijnaam die Hergé gaf aan zijn jeugdvriendin Marie-Louise Van Cutsem. De tekenaar gebruikte het koosnaampje een eerste keer toen hij op 11-jarige leeftijd een tekening maakte in het poëziealbum van Marie-Louise. De kleindochter van de vrouw verkocht de tekening in 2012 via het Engelse veilinghuis Sotheby's, samen met een andere tekening van Hergé, voor 18.750 euro.
- De hond die in de films Kuifje en het geheim van het Gulden Vlies en Kuifje en de blauwe sinaasappels de rol van Bobbie speelde, wordt omschreven als "Le chien Ladeuche".
- Bobbie is een speelbaar personage in de videogame The Adventures of Tintin: The Secret of the Unicorn. Tijdens de momenten in de co-op-versie van het spel waarin de speler Bobbie moet besturen, bestuurt speler 1 de originele Bobbie met de witte vacht, terwijl speler 2 Bobbie met een zwarte vacht bestuurt.
- In de uitgaven in het Fries wordt Bobbie Bonne genoemd.

## Verschijningen in andere reeksen
- Bobbie had een cameo in het Agent 327-album Het oor van Gogh.
- In het verhaal De heilige koe van de stripreeks De 4 helden van François Craenhals maakten Kuifje en Bobbie een cameo. Deze cameo werd door Hergé zelf getekend.[2]
- Terwijl Lambik depressief in de regen zit in het Suske en Wiske-album De kleurenkladder uit 1990 komt Bobbie voorbij. Lambik heeft medelijden met hem en kent hem "ergens van", al weet hij niet waarvan. Hij zegt: "Arm dier, zeker je baasje verloren", een verwijzing naar de overleden Hergé.
- Bobbie is een van de vele bekende fictieve honden die door hun baasje zijn achtergelaten in het Urbanusalbum Nabuko Donosor loopt voor de voeten. Urbanus brengt hem en de andere honden naar een Chinees restaurant, waar ze tot vlees worden verwerkt. De kok twijfelt of hij Bobbie slacht: "Deze ziet er al vrij oud uit."
- Bobbie loopt aan de zijde van Kuifje, wanneer Lisa Simpson in The Simpsons-aflevering Husbands and Knives het fictieve album: Kuifje in Parijs leest.
- Bobbie verschijnt kort in beeld aan het einde van de South Park-aflevering Imaginationland Episode III, wanneer een kernraket op het land afvliegt.